# Khatauli
Khatauli é uma cidade  no distrito de Muzaffarnagar, no estado indiano de Uttar Pradesh.

## Geografia
Khatauli está localizada a 29° 17′ N, 77° 43′ L. Tem uma altitude média de 225 metros (738 pés).

## Demografia
Segundo o censo de 2001, Khatauli tinha uma população de 58,497 habitantes. Os indivíduos do sexo masculino constituem 52% da população e os do sexo feminino 48%. Khatauli tem uma taxa de literacia de 60%, superior à média nacional de 59.5%: a literacia no sexo masculino é de 66% e no sexo feminino é de 53%. Em Khatauli, 16% da população está abaixo dos 6 anos de idade.